# Rue Buffault
Rue Buffault är en gata i Quartier du Faubourg-Montmartre i Paris nionde arrondissement. Rue Buffault, som börjar vid Rue du Faubourg-Montmartre 46 och slutar vid Rue Lamartine 11, är uppkallad efter köpmannen och entreprenören Jean Baptiste Buffault (död 1792), som var rådman år 1787.

## Omgivningar
- Notre-Dame-de-Lorette
- Place José-Rizal

## Bilder
| - Gatuskylt. - Relief vid Rue Buffault 26. - Notre-Dame-de-Lorette. - Place José-Rizal. |

## Kommunikationer
- Tunnelbana – linje  – Notre-Dame-de-Lorette
- Tunnelbana – linje  – Cadet
- Busshållplats Cadet – Paris bussnät

### Webbkällor
- ”Rue Buffault”. Mairie de Paris. https://web.archive.org/web/20160303210823/http://www.v2asp.paris.fr/commun/v2asp/v2/nomenclature_voies/Voieactu/1363.nom.htm. Läst 18 augusti 2023.
- ”Rue Buffault”. Les rues de Paris. https://web.archive.org/web/20190926215638/http://www.parisrues.com/rues09/paris-09-rue-buffault.html. Läst 18 augusti 2023.